# مارتین گلاسنر
مارتین گلاسنر (انگلیسی: Martin Glaessner; ۲۵ دسامبر ۱۹۰۶ – ۲۳ نوامبر ۱۹۸۹) دانشمند در زمینه زمین‌شناسی و دیرینه‌شناسی اهل اتریش بود.
او همچنین برندهٔ جوایزی همچون نشان استرالیا شده‌است.
وی که زاده و تحصیل کرده در امپراطوری اتریش-مجارستان است، بیشتر عمر خود را صرف کار در مؤسسات علوم زمینی در اتریش، روسیه، استرالیا و تحصیل زمین‌شناسی اقیانوس آرام جنوبی در پاپوآ گینه نو و استرالیا کرد. گلاسنر همچنین کارهای اولیه را در مورد طبقه‌بندی زندگی‌های پیش از کامبرین انجام داد که اکنون به عنوان زیست‌بوم ادیاکاران شناخته می‌شود. او پیشنهاد کرد که این زیست‌بوم نیای زیستمندان امروزی بوده‌است.